# Grancy
Grancy es una comuna suiza situada en el distrito de Morges, en el cantón de Vaud. Tiene una población estimada, a fines de 2021, de 444 habitantes.